# Amis des monuments rouennais
Pour l’article homonyme, voir AMR.
Les Amis des monuments rouennais (aussi connu sous les noms de A.M.R. ou Société des amis des monuments rouennais) est une association rouennaise créée en 1886. Elle a aujourd'hui son siège à l’hôtel des sociétés savantes de Rouen, no 190 rue Beauvoisine.

## Histoire
Fondée en 1886, cette association loi de 1901 a pour but la sauvegarde des monuments rouennais menacés.
Pour partager et diffuser les différents thèmes développés, les AMR réalisent plusieurs publications. Un bulletin annuel, qui reprend les thématiques développées lors des conférences passées et d'articles divers en relation avec le patrimoine rouennais et rend compte des réunions et actions diverses et le rapport d’activité des commissions. Les « Cahiers des monuments rouennais », est une collection de livres thématiques sur les maisons à pan de bois, les hôtels particuliers, le cimetière monumental... De son côté, Connaître Rouen publie des fascicules reproduisant les conférences.

## Membres

### Présidents d'honneur
- Charles Garnier (1825-1898), président honoraire, architecte
- Charles Normand (1858-1934), président honoraire, historien, archéologue, architecte
- Gaston Le Breton (1845-1920), premier président [1886-1898], président d'honneur (1901), conservateur du musée de la céramique de Rouen
- Eugène Lefèvre-Pontalis (1862-1923), historien de l'architecture et archéologue
- Georges Lanfry (1884-1969), archéologue, collectionneur, philanthrope, mécène et entrepreneur.
- Paul Hélot (1901-1964), docteur en médecine

### Liste des présidents
| Noms                                | Naissance - Décès | Période            | Notes                                                                                               |
| ----------------------------------- | ----------------- | ------------------ | --------------------------------------------------------------------------------------------------- |
| Gaston Le Breton                    | 1845 - 1920       | 1886 - 1898        | Premier président des AMR, conservateur du musée de la céramique de Rouen                           |
| André Dubosc                        | 1858 - 1935       | 1899               | Négociant, chimiste                                                                                 |
| Louis Deglatigny                    | 1854 - 1936       | 1900 - 1901        | Négociant                                                                                           |
| Georges Dubosc                      | 1854 - 1927       | 1902               | Rédacteur au Journal de Rouen                                                                       |
| Ferdinand Coutan                    | 1852 - 1952       | 1903               | Docteur en médecine                                                                                 |
| Édouard Pelay                       | 1842 - 1921       | 1904               | Bibliophile                                                                                         |
| Édouard Duveau                      | 1839 - 1917       | 1905-1906          | Ingénieur civil                                                                                     |
| Eugène Fauquet                      | 1850 - 1926       | 1907 - 1908        | Architecte                                                                                          |
| Raoul Aubé                          | 1846 - 1921       | 1909 - 1910        | Bibliothécaire                                                                                      |
| Pierre Derocque                     | 1872 - 1934       | 1910               | Docteur en médecine                                                                                 |
| Ferdinand Coutan                    | 1852 - 1952       | 1911               | Docteur en médecine                                                                                 |
| Édouard Delabarre                   | 1871 - 1951       | 1912 - 1913        | Architecte                                                                                          |
| Georges de Robillard de Beaurepaire | 1863 - 1941       | 1914 - 1920        | Avocat à la Cour d'appel de Rouen                                                                   |
| Léon Alfred Jouen                   | 1864 - 1933       | 1920 - 1922        | Chanoine                                                                                            |
| Charles Renard                      | 1858 - 1942       | 1923 - 1925        | Avoué honoraire                                                                                     |
| Raymond Quenedey                    | 1868 - 1938       | 1926 - 1928        | Historien et capitaine au 39e RI                                                                    |
| Louis Dubreuil                      | 1873 - 1943       | 1929 - 1931        | Conseiller général, ancien maire de Rouen                                                           |
| René Morin                          | 1887 - 1943       | 1932               | Adjoint au maire chargé des Beaux-Arts, directeur de la maison de négoce rouennaise Morin-Beaussart |
| Maurice Allinne                     | 1868 - 1942       | 1933 - 1934        | Conservateur du Musée des antiquités et des monuments historiques de la Seine-Inférieure            |
| Pierre Chirol                       | 1881 - 1953       | 1935 - 1937        | Architecte                                                                                          |
| Jean Lafond                         | 1888 - 1975       | 1938               | Journaliste et historien d'art                                                                      |
| Georges Lanfry                      | 1884 - 1969       | 1939 - 1947        | Archéologue, collectionneur, philanthrope, mécène et entrepreneur.                                  |
| Gustave Piclin                      | 1893 - 1973       | 1948 - 1949        | Commissaire-priseur                                                                                 |
| Paul Hélot                          | 1901 - 1964       | 1950 - 1953        | Docteur en médecine                                                                                 |
| Robert Flavigny                     | 1904 - 1959       | 1954 - 1957        | Architecte                                                                                          |
| Paul Hélot                          | 1901 - 1964       | 1958 - 1961        | Docteur en médecine                                                                                 |
| Élisabeth Chirol                    | 1915 - 2001       | 1961 - 1970        | Conservatrice du Musée départemental des antiquités                                                 |
| Philippe Deschamps                  | 1920 - 1994       | 1970 - 1975        | Professeur de lettres                                                                               |
| Élisabeth Chirol                    | 1915 - 2001       | 1975 - 1993        | Conservatrice du Musée départemental des antiquités                                                 |
| Jean-Pierre Chaline                 | 1939 -            | 1993 - à nos jours | Actuel président des A.M.R., historien                                                              |

### Membres actuels
Michel Benoist - Jean-Pierre Chaline (1939-) - Danielle Claveau - Henry Decaëns (1942-) - Christiane Decaëns - Jean-Paul Hellot - Jacques Marchand - Françoise Marchand - Alain Loos - Daniel Duval - Isabelle Cipan - Valérie Krowicki - Dominique Samson - Jérémy Vivier - Michel Garraud -  Marylène Champalbert - Jacques Calu - Marie-Claire Crozatier - Guillaume Gohon - Valérie Krowicki - Jacques Lebret - Jacques Lefort - Jacqueline Prévost - Stéphane Rioland - Dominique Samson - Paul-André Sement

### Membres fondateurs
Ernest Fauquet (1830-1906) - Julien Félix (1827-1900) - Jules Adeline (1845-1909) - Octave Fréret (1825-1897) - Lucien Lefort (1850-1916) - Jules Hector Despois de Folleville (1848-1929) - Jules Hédou (1833-1905) - Georges Dubosc (1854-1927) - Jules de la Querrière (1827-1889) - Barre - Hippolyte Cusson (1814-1899) - Ferdinand Marrou (1836-1917) - Charles Touzet (1850-19?) - Narcisse Beaurain (1843-1941) - Charles Maillet du Boullay (1829-1891) - Émile Frédéric Nicolle (1830-1894) - Edmond Lebel (1834-1908) - Jean-Baptiste Foucher (1832-1907) - Émile Janet (1838-1920) - Wallon - François Devaux (1840-1904) - Louis Loisel (1843-1894) - Louis-Gabriel Bellon (1819-1899) - François Depeaux (1853-1920) - E. Pineau - Raphaël Garretta (1851-1930) - Valérius Leteurtre (1837-1905) - Edmond Bonnet - Albert Fromage (1843-1904)

### Anciens membres

#### Architectes
Jules Adeline (1845-1909) - Paul d'Arras - Auguste Barre père - Brunel - Pierre Chirol (1881-1953) - Édouard Delabarre (1871-1951) - Eugène Fauquet (1850-1926) - Émile Fauquet - Auguste Fleury - Octave Fréret (1825-1897) - Charles Garnier (1825-1898) - Girardot - Émile Janet (1838-1920) - Paul Lefebvre - Lucien Lefort (1850-1916) - Loisel - Raymond Loisel - [Charles Maillet du Boullay] (1829-1891) - René Martin (1854-1938) - Georges Ruel (1860-1942) - Charles Touzet (1850-1914) - Paul Barre - Georges Chedanne (1861-1940) - Denize -

#### Artistes (sculpteur, peintre, verrier…)
Maurice Allinne (1868-1942) - Paul Baudoüin (1844-1931) - Beaumont - Belgule - Edmond Bonet (1838-1912) - Félix Bonet (1832-1907) - Pierre-Jules Boulanger (1833-1911) - Brunet-Debaines - Léon Coutil (1856-1943) - Louis Delarue - Jules Hector Despois de Folleville (1848-1929) - F. Devaux - Duchaussoy - Jules Fontaine - Foucher - Hodebert - Joüan - Edmond Lebel (1834-1908) - Ernest Le Fèvre - Léger - Légeron - Albert Legrip (1836-1928) - Ernest Lepêtre (1854-1896) - Armand Lequeux (1848-1917) - Charles Lizé - Ferdinand Marrou (1836-1917) - Édouard Melotte (1811-1895) - Gustave Moïse - G. Morel - Mouard - Émile Frédéric Nicolle (1830-1894) - Petit - Albert Witz -

#### Archéologues, historiens, géographes…
Jean-Pierre Bardet (1937-) - Émile Bellon - Lucien-René Delsalle (1935-2018) - Gabriel Gravier (1827-1904) - Alexandre Héron (1829-1903) - Jean Lafond (1888-1975) - Charles Normand (1858-1934) - Léon de Vesly (1844-1920) - Charles de Beaurepaire (1828-1908) -

#### Politiques
Marcel Cartier (1861-1926) - Ernest Delaunay (1854-1939) - Louis Dubreuil (1873-1943) - Maurice Lebon (1849-1906) - Gustave Leroy-Petit - Valérius Leteurtre (1837-1905) - Milsan - Robert de Pomereu (1860-1937) - Robert

#### Fonctionnaires…
Théodore Beaurain - Buisson - Jules de La Serre - Gaston Le Breton (1845-1920) -

#### Religieux
Marie-Étienne-Amédée Allard (1856-1929) - Collette - Julien Loth (1837-1913)

#### Journalistes, écrivains, bibliothécaires, libraires…
Raoul Aubé (1846-1921) - Ernest Augé - Narcisse Beaurain - Eugène Brieux - Espérance Cagniard (1825-1891) - G. Debray - Jules de La Querière - Émile Deshays - Georges Dubosc (1854-1927) - Jules Hédou (1833-1905) - Henri Labrosse (1880-1942) - Julien Lecerf - Lespine - Marcel Nicolle (1871-1934) - Édouard Pelay (1842-1921) - Auguste Dutuit (-1902) - Pierre-René Wolf (1899-1972) -

#### Entrepreneurs, ingénieurs, négociants, antiquaires…
Ernest Baron - Blaise - E. Brunel - Charles Collette - Courtonne - Cusson - Davoust - François Depeaux (1853-1920) - André Dubosc (-1935) - Édouard Duveau (1839-1917) - Ernest Fauquet (1830-1906) - Albert Fromage (1843-1904) - Lucien Fromage (1820-1893) - Raphaël Garretta (1851-1930) - Georges Gouault - Gustave Heuzey - Horlaville - Julienne aîné - François-Xavier Knieder (-1904) - Lancesseur - Langlois - Louis Lefort - Lefrançois - Léger - Georges Leverdier - Albert Monfray - Émile Schlumberger - Villette - Wallon - Hoffmann - Bertin - Louis Besselièvre (1862-1919) - Abel Blanchet - Ad. Bourgeois - Paul Brunon - Henri Chivé - Dardel - Louis Deglatigny (1854-1936) - Lucien Deglatigny - Armand Descande - Desmonts - Gaston Duthil - Richard Waddington (1838-1913) - Jacques Petit (1926-2024)

#### Avocats, agréés, docteurs…
Julien Félix (1827-1900) - Raoul Brunon (1854-1929) - Henri Allais - Ballay - A. Boutrolle - Calippe - Alfred Cerné (1856-1937) - Ferdinand Coutan (1852-1952) - Pierre Derocque (1872-1934) - Pierre Le Verdier - Maurice Nibelle (1860-1933) Georges de Robillard de Beaurepaire (1863-1941) -

#### Militaires
C. Caill - Raymond Quenedey (1868-1938) -

#### Autres
Amédée Bouchet - Gascard - Paul Groult - Auguste Ladrague - Martin - Constant Oursel - Rollé - E. Sery - Edmond Vaussard - Henri Delamare - J.-B. Faucher (-1907) - Onésime Geoffroy - Legrip - V. Quesné - Paul Toutain - Marie - Antonio Keittinger (1855-1902) - Gustave Leseigneur - Ruel Martin - François Hue - Levesque - Élie Percepied - Édouard Pelay (1842-1921) - Guérin - Émile Schneider - Georges Lemeilleur - Henri Gadeau de Kerville (1858-1940) - Le Testu - Héron - Paul Pinchon - Roncero y Martinez - Lamain - Paul Piquet - Henri Hie - G. Laurent - Lassire - Héaullé - A. de Rothiacob - Albert Lambert - Lestringant - G. Vallée - Le Villain - Laborde - Latouche - Heurion - Lefèvre-Mézand - Paul E. Simon - Julien Robert - Montier - Lamy - Louvet-Renaux - G. Girieud - Lambard - Thénard - Verpillot - Keittinger - Daniel Lenoir - Paissard - Stanislas Villette - Mainnemare - Charles Leblond - Robert Lesage - Louis Dupendant - Laurent Trévoux - Bernard Héronchelle - Lesourd - Giraud - G. Chavoutier - Ridel - Gaston Lévy - Bonet-Paon - Le Plé - Le Bocq - Auguste Jeanne - Wilhelm - Ravenez - Henri Cavrel - Maurice Lemarchand - Sevin - Augustin Le Marchand - A. Chevalier - Auguste Leblond - Georges Privey - Gaston Bertel - Armand Le Corbeiller - Vaumousse - Hoffman - Georges Monflier - Georges Drouet - Achille Manchon - Louis Prévost - H. Godron - Manfred Wanckel - Georges Delacaisse - Henri Geispitz - Octave Marais - Henri Huet - G.-A. Godillot - Joseph Dépinay - Taupin - Charles Sahut - Albert Letourneur - Roussel - Bourgeois - Cartier - Louis Boucher (1857-1940) - Raymonde Bouttier (-1997) - Charles Brisson (1890-1979) - Élisabeth Chirol (1915-2001) - Jeanne Dupic (1901-1984) - Daniel Lavallée (1925-1989) - Paul Le Cacheux (1873-1938) - Georges Liebert (-1951) - Patrice Quéréel (1946-2015) - René Rouault de la Vigne (1889-1985) - Georges Vanier (1877-1961)

## Publications

### Les Cahiers des monuments rouennais
- Nadine-Josette Chaline et Arlette Gaspérini, L'église Saint-Patrice de Rouen et ses vitraux, 1994, 48 pages.
- André Lefort, Rouen avant 1940, souvenir de pierres disparues, 1995, 168 pages.
- Jean-Pierre Chaline (dir.), Mémoire d'une ville : le Cimetière Monumental de Rouen, 1997, 128 pages.
- Jacques Petit, Défense et illustration des armoiries de Rouen, 1998, 48 pages.
- Jacques Petit, Au fil des rues : l'histoire rouennaise, 2001, 68 pages.
- Olivier Chaline, Les Hôtels particuliers de Rouen, 2002, 224 pages.
- Jean-Pierre Chaline (dir.), Demeures rouennaises du XIXe siècle, 2006, 220 pages.
- Jean-Pierre Chaline, Quand Rouen fêtait le millénaire normand, 2011, 68 pages.
- Jean-Pierre Chaline (dir.), Rouen, les maisons à pans de bois au fil des siècles et des rues, 2013, 236 pages.
- Jean-Pierre Chaline (dir.), Églises et chapelles de Rouen, un patrimoine à (re)découvrir, 2017, 252 pages.